# Paulina Mikiewicz-Łapińska
Paulina Mikiewicz-Łapińska (ur. 13 lipca 1992 w Mońkach) – polska lekkoatletka specjalizująca się w biegach średniodystansowych.

## Kariera sportowa
Reprezentantka klubu KS Podlasie Białystok trenowana przez Tomasza Dąbrowskiego.
W 2013 na mistrzostwach Polski zajęła 12. miejsce w biegu na 800 m z czasem 2:08,65 s oraz 6. w sztafecie 4 × 400 m z czasem 3:51,40 s. W tym samym roku została też młodzieżową wicemistrzynią Polski w biegach przełajowych z czasem 12:41 na dystansie 4 km. Rok później została brązową medalistką mistrzostw kraju na 800 m z czasem 2:03,87 s, a także była 6. na 1500 m z czasem 4:16,68 s.

### 2015
W 2015 wystartowała na uniwersjadzie w biegu na 800 m, jednakże odpadła w półfinale, zajmując 7. miejsce w swoim biegu z czasem 2:04,97 s, a na mistrzostwach Polski była 6. w biegu na 800 m z czasem 2:05,56 s oraz 7. na 1500 m z czasem 4:21,46 s i w sztafecie 4 × 400 m z czasem 3:42,68.

### 2016
W 2016 została halową wicemistrzynią Polski na 800 m z czasem 2:09,16 s, a także srebrną medalistką mistrzostw kraju w sztafecie 4 × 400 m z czasem 3:39,20 s oraz brązową w biegu na 800 m z czasem 2:11,45 s.

### 2017
W 2017 zajęła 7. miejsce na uniwersjadzie na 800 m z wynikiem 2:04,19 s.

## Życie prywatne
Absolwentka Szkoły Mistrzostwa Sportowego - XVII Liceum Ogólnokształcące w Białymstoku. Ukończyła wychowanie fizyczne na  Wyższej Szkole Wychowania Fizycznego i Turystyki w Białymstoku. Zamężna z Michałem Łapińskim.

## Osiągnięcia
| Rok  | Impreza     | Miejsce | Pozycja    | Wynik   |
| ---- | ----------- | ------- | ---------- | ------- |
| 2017 | Uniwersjada | Tajpej  | 7. miejsce | 2:04,19 |